# スザンナ・ホフス
スザンナ・ホフス（Susanna Hoffs、1959年1月17日 - ）は、アメリカ合衆国カリフォルニア州ロサンゼルス出身の女性歌手。バングルスのメンバーとして有名。

## 略歴
父親は医師、母親は映画監督という経済的にも文化的にも恵まれたユダヤ教徒の家庭で育ち、幼少の頃からビートルズなどの音楽に親しみ、ギターを覚える。名門カリフォルニア大学バークレー校を卒業後にバングルスのメンバーとなるヴィッキー・ピーターソン、デビー・ピーターソン姉妹と出会いバンドを結成。メンバー交代の末、最終的に元ランナウェイズのマイケル・スティールが加わり1984年、アルバム『気分はモノクローム』でメジャー・デビュー。
アルバムはヒットセールスまでには至らなかった。しかし、セカンド・アルバム『シルバー･スクリーンの妖精』からシングルカットされた「マニック・マンデー」が全米2位の大ヒットになり、一躍有名に。この曲はプリンスが別名義で書き下ろした作品で、スザンナのことを非常に気に入った彼が申し出たと言われている（ちなみに1位を阻止したのはプリンス・アンド・ザ・レヴォリューションの「KISS」）。また、このセカンドからシングルカットされた「エジプシャン」が全米1位に輝く。女性のみのバンドとしてのシングル第1位は史上初の快挙（アルバムは1981年にゴーゴーズが獲得している）。
1987年、母親のテイマー・サイモン・ホフスが監督、脚本を手掛けた映画『恋はオールナイトで (The Allnighter)』に主演したが、興行的には失敗した。
1988年にバングルスはサード・アルバム『エブリシング』を発表するが、1989年に解散。その後スザンナはソロ活動に転向。1991年にソロ・アルバム『ボーイの誘惑』、1996年には『スザンナ・ホフス』を発表するが、ヒットには至らなかった。
親友であるベリンダ・カーライルのアルバムに曲を提供したり、バックコーラスとしても参加している。
その後、映画『オースティン・パワーズ:デラックス』のサントラ盤のレコーディングがきっかけでバングルスは再結成を発表し、2003年にアルバム『ドール・レヴォリューション』をリリースした。
1993年に映画監督のジェイ・ローチと結婚し、2人息子がいる。最近はローチ監督の映画『オースティン・パワーズ』のサントラ盤に参加したり、マシュー・スウィートとカヴァー・アルバムなどを発表しており、現在も精力的に音楽活動を続けている。

## ディスコグラフィ

### アルバム
- 『ボーイの誘惑』 - When You're A Boy (1991年)
- 『スザンナ･ホフス』 - Susanna Hoffs (1996年)
- 『アンダー・ザ・カヴァーズ Vol.1』 - Under the Covers, Vol. 1 (2006年) ※ マシュー・スウィートとの連名。1960年代カヴァー集
- 『アンダー・ザ・カバーズ -グレイテスト・ポップ・パラダイス-』 - Under the Covers, Vol. 2 (2009年) ※マシュー・スウィートとの連名。1970年代カヴァー集
- 『サムデイ』 - Someday (2012年)
- Under the Covers, Vol. 3 (2013年) ※マシュー・スウィートとの連名